# Amalie Eikeland
Amalie Eikeland (Bergen, 26 augustus 1995) is een voetbalspeelster uit Noorwegen. Ze speelt als aanvaller voor SK Brann in de Toppserien.

## Clubcarrière
Eikeland begon haar voetbalcarrière in de jeugdopleiding van Arna-Bjørnar waar ze actief was van 2011 tot 2018. In 2019 kwam ze een seizoen uit voor IL Sandviken.
Op 8 augustus 2019 tekende Eikeland een contract bij Super League club Reading FC. Op 21 mei 2023 speelde Eikeland haar honderdste wedstrijd voor Reading FC. Ze was pas de zesde speelster in de clubgeschiedenis die dit aantal wist te behalen. Na de degradatie van Reading FC naar de Championship, maakte Reading FC op 29 juni 2023 bekend dag Eikeland de club ging verlaten. De volgende dag voltooide ze haar terugkeer naar Noorwegen door een contract te tekenen bij SK Brann. SK Brann stond eerder bekend als IL Sandviken, de club waar Eikeland voor speelde voordat ze een contract tekende bij Reading FC.

## Statistieken
| Seizoen | Club         | Land      | Competitie   | Wedstrijden | Doelpunten |
| ------- | ------------ | --------- | ------------ | ----------- | ---------- |
| 2011    | Arna-Bjørnar | Noorwegen | Toppserien   | 1           | 1          |
| 2012    | Arna-Bjørnar | Noorwegen | Toppserien   | 8           | 11         |
| 2013    | Arna-Bjørnar | Noorwegen | Toppserien   | 4           | 6          |
| 2014    | Arna-Bjørnar | Noorwegen | Toppserien   | 2           | 2          |
| 2015    | Arna-Bjørnar | Noorwegen | Toppserien   | 22          | 3          |
| 2016    | Arna-Bjørnar | Noorwegen | Toppserien   | 22          | 5          |
| 2017    | Arna-Bjørnar | Noorwegen | Toppserien   | 22          | 5          |
| 2018    | Arna-Bjørnar | Noorwegen | Toppserien   | 22          | 9          |
| 2019    | IL Sandviken | Noorwegen | Toppserien   | 11          | 1          |
| 2019/20 | Reading FC   | Engeland  | Super League | 14          | 2          |
| 2020/21 | Reading FC   | Engeland  | Super League | 22          | 2          |
| 2021/22 | Reading FC   | Engeland  | Super League | 20          | 2          |
| 2022/23 | Reading FC   | Engeland  | Super League | 22          | 1          |
| 2023    | SK Brann     | Noorwegen | Toppserien   | 10          | 5          |
| 2024    | SK Brann     | Noorwegen | Toppserien   | 25          | 10         |
| 2025    | SK Brann     | Noorwegen | Toppserien   | 12          | 6          |
| Totaal  | Totaal       | Totaal    | Totaal       | 229         | 71         |

Laatste update: 8 juni 2025

## Interlandcarrière
Eikeland maakte haar debuut voor het Noorse nationale team in 2016. Drie jaar later mocht ze zich opmaken voor haar eerste eindtoernooi nadat ze geselecteerd werd voor het WK 2019 in Frankrijk. Hier haalde ze met Noorwegen de kwartfinales.
Vier jaar later was Eikeland eveneens met Noorwegen van de partij op het WK 2023 in Australië en Nieuw-Zeeland. Hier wist Noorwegen tot de achtste finales te geraken.